# Wspólnota administracyjna Kasendorf
Wspólnota administracyjna Kasendorf – wspólnota administracyjna (niem. Verwaltungsgemeinschaft) w Niemczech, w kraju związkowym Bawaria, w rejencji Górna Frankonia, w regionie Oberfranken-Ost, w powiecie Kulmbach. Siedziba wspólnoty znajduje się w miejscowości Kasendorf. Przewodniczącym jej jest Bernd Steinhäuser.
Wspólnota administracyjna zrzesza dwie gminy targowe (Markt):
- Kasendorf, 2 479 mieszkańców, 39,01 km²
- Wonsees, 1 142mieszkańców, 36,78 km²